# Marta Grzywacz
Marta Grzywacz (ur. 1971) – polska dziennikarka radiowa i telewizyjna, prezenterka, autorka książek i publikacji prasowych, lektorka audiobooków.

## Życiorys

### Edukacja
Ukończyła I Liceum Ogólnokształcące im. Mikołaja Kopernika w Lubinie. Jest absolwentką Wydziału Prawa i Administracji Uniwersytetu Warszawskiego. Ukończyła 3-miesięczny kurs dla dziennikarzy.

### Kariera
Karierę dziennikarską rozpoczęła w 1992 w Radiu Eska, gdzie przygotowywała i prowadziła serwisy informacyjne. Pracowała też w Tok FM. W latach 1992–1993 przez 9 miesięcy prowadziła w TVP1 program Kawa czy herbata?. Następnie przez ponad 7 lat (1993–2000) była reporterką i prezenterką Wiadomości, także wydania głównego.
W latach 2003–2006 była dziennikarką w czasopismach Gala, Sukces i Zwierciadło. W 2005 wydawała i prowadziła program Diagnoza w Polsacie Zdrowie i Uroda.
W latach 2006–2012 pracowała w RMF FM, prowadząc: do grudnia 2010 programy weekendowe z Piotrem Jaworskim, a od stycznia 2011 niedzielny program RMF Extra. W 2009 wystartowała jako reporter radiowy i pilot w rajdzie RMF Marocco Challenge. Od marca 2012 prowadziła program Cafeteria w stacji Polsat Café. Jest autorką setek wywiadów z ludźmi kultury i sportu.
Na przełomie lat 2012/2013 pisała dla działu Historia miesięcznika Focus, m.in. na temat odzyskania Damy z gronostajem Leonarda da Vinci.
Od 2012 regularnie publikuje artykuły z zakresu historii, sztuki i historii sztuki i obyczajowości w „Gazecie Wyborczej”, w dodatkach „Ale Historia” i „Wysokie Obcasy”. Od 2017 współpracuje też z „Newsweekiem”.
W 2017 nakładem Wydawnictwa Naukowego PWN ukazała się jej książka Obrońca skarbów. Karol Estreicher – w poszukiwaniu zagrabionych dzieł sztuki, będąca opartym na faktach historycznych fabularyzowanym reportażem opisującym działania podjęte przez historyka sztuki Karola Estreichera w celu odzyskania zrabowanego przez nazistów ołtarza Wita Stwosza z kościoła Mariackiego w Krakowie.
W latach 2020-2022 była dziennikarką internetowej rozgłośni Halo.Radio.
W 2021 otrzymała Górnośląską Nagrodę Literacką „Juliusz” za biografię Nasza Pani z Ravensbrück (2020).
Jako lektorka audiobooków współpracuje z wydawnictwami Audioteka.pl i Storytel.

## Filmografia
W latach 2009–2010 występowała w serialu Majka w roli dziennikarki RMF FM.